# 石井柏亭

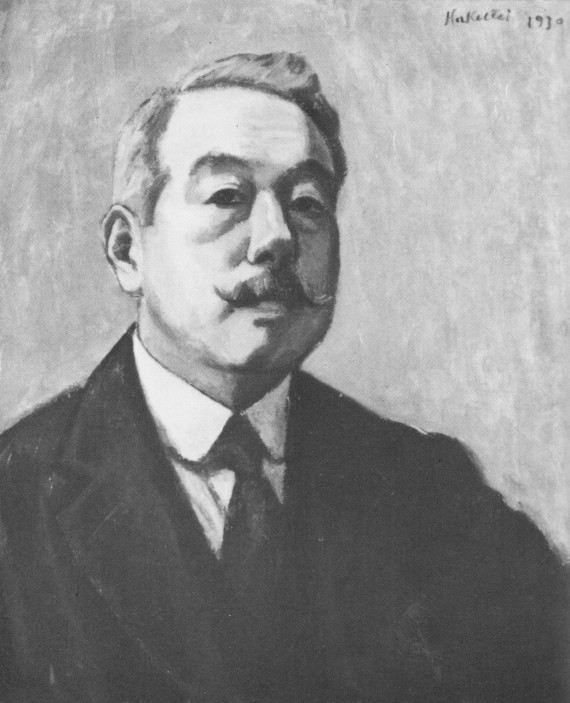
自画像

石井 柏亭（いしい はくてい、1882年〈明治15年〉3月28日 - 1958年〈昭和33年〉12月29日）は、日本の版画家・洋画家・美術評論家。1935年（昭和10年）沖水彩画用紙製造所（初代・沖茂八）が開発した水彩画および版画用紙のMO紙の命名者である。

## 来歴
1882年（明治15年）東京府下谷区下谷仲御徒町（現在の東京都台東区上野）に生まれる。本名は石井満吉。祖父は画家の鈴木鵞湖、父は日本画家の石井鼎湖で、弟は彫刻家の石井鶴三である。母はふじ。女婿は画家の田坂乾。
1892年（明治25年）、11歳の時から柏亭と号して日本美術協会や青年絵画共進会に作品を出品、これ以降、毎年作品を出品しながら、印刷局工生として彫版の見習い生となっている。1897年（明治30年）浅井忠に入門し、油絵を学び、1900年（明治33年）に結城素明らが自然主義を標榜して結成した无声会に参加、新日本画運動を推進した。また、中村不折にも師事しており、1902年（明治35年）に結成された太平洋画会に参加。1904年（明治37年）東京美術学校（現在の東京芸術大学美術学部）洋画科に入学するが、眼病のため中退。雑誌『明星』に挿絵を描いたり、また詩作を発表した。
1907年（明治40年）、山本鼎とともに美術雑誌『方寸』を創刊（ドイツの「ユーゲント」等を念頭に置いたといわれる）。近代創作版画運動の先駆をなした。1908年（明治41年）木下杢太郎、北原白秋ら文学者とパンの会を結成した。隅田川沿いの料理屋において結成された、このパンの会では江戸情緒が追慕され、彫師伊上凡骨との木版画制作につながっていった。この頃の版画に1910年（明治43年）版行の「東京十二景」、「木場風景」などがある。「東京十二景」は、外遊前後の作品（1910-1914年）であり、伊上凡骨が下絵を彫っている。この2つのシリーズは、浮世絵木版画の形を取っており、新版画に分類されるものである。特に「東京十二景」シリーズでは、女性が一人いて、上部のコマ絵には東京の風景が描かれていた。また、三代歌川豊国による錦絵「江戸名所百人美女」という作品を模して制作された作品であり、琅玕洞（後に柳家書店・青果堂）という画廊から1枚25銭で販売された。なお、「東京十二景 よし町」に描かれたモデルは芸者の五郎丸であった。技法的には山本鼎ほど多角的ではなかったが、水彩スケッチの感触を生かした木版風景画を多く残している。
1910年（明治43年）12月、渡辺銀行の専務、渡辺六郎の支援でヨーロッパに外遊、1912年（明治45年）に帰国。1913年（大正2年）、「日本水彩画会」を創立、1914年（大正3年）には有島生馬らとともに二科会を結成した。1922年（大正11年）東京帝国大学工学部講師。西村伊作が創立した文化学院に招かれて教壇に立った（後に美術部長を務めた）。
1928年（昭和3年）フランス政府よりレジオン・ドヌール勲章受章、翌1929年（昭和4年）『中央美術』を創刊した。
1935年（昭和10年）帝国美術院の改革を背景に会員に選出されると二科会を辞す。1936年（昭和11年）一水会を結成、1937年（昭和12年）帝国美術院を改組した帝国芸術院が発足すると会員に就任｡
1939年（昭和14年）4月、陸軍美術協会創立の発起人に加わり戦争画を残した。1941年（昭和16年）第5回海洋美術展に出品した『軍艦出雲』、1944年（昭和19年）第2回陸軍美術展に出品した『西部蘇満国境警備』は、第二次世界大戦後、連合国軍最高司令官総司令部が軍国主義的なものであるとして没収。1970年（昭和45年）になり、他の戦争画とともに無期限貸与という形で日本に返還され、東京国立近代美術館に収蔵されている。
1945年(昭和20年)の東京大空襲により東京住宅が罹災し、信州浅間温泉東山別館に疎開。第1回日展「山河在」、信州美術展(長野県展の前身)「山辺の秋」(水彩)出品。
1947年（昭和22年）信州美術会(信州美術展の団体)会長となる。
同年、諏訪市美術館の前身である諏訪美術館が開館したときには副館長を務めた。
1949年（昭和24年）日展運営会理事、没後正四位勲二等旭日重光章受章。享年76。墓所は文京区の護国寺共同墓地九通。法名は彩光院釈柏亭居士。作品数は5000点とも6000点とも言われる。

## 作品

### 油彩・水彩画
| 作品名                                       | 技法                             | 形状・員数 | 寸法（縦x横cm）   | 所有者                                             | 年代                  | 出品展覧会         | 落款・印章 | 備考       |
| -------------------------------------------- | -------------------------------- | ---------- | ----------------- | -------------------------------------------------- | --------------------- | ------------------ | ---------- | ---------- |
| 草上の小憩                                   | 油彩、オイルパステル・キャンバス | 額1面      | 92.0×137.5        | 東京国立近代美術館                                 | 1904年（明治37年）    | 第3回太平洋画会展  |            | [ 7 ]      |
| 巴里の宿                                     |                                  |            | 37.2×26.3         | 東京国立博物館                                     | 1911年（明治44年）    |                    |            | [ 8 ]      |
| ジプシーの娘                                 | 水彩・紙                         | 1面        | 51.3×35.7         | 東京国立近代美術館                                 | 1912年（明治45年）    |                    |            | [ 9 ]      |
| ヘネラリーフェ                               | 水彩・紙                         | 1面        | 42.2×30.2         | 東京国立近代美術館                                 | 1912年（明治45年）    |                    |            | [ 10 ]     |
| 独逸の婦人                                   | テンペラ・キャンバス             | 額1面      | 44.6×29.0         | 東京国立近代美術館                                 | 1912年（明治45年）    |                    |            | [ 11 ]     |
| ウィーン                                     | 紙・水彩                         |            | 29.8×40.5         | 静岡県立美術館                                     | 1912年（明治45年）    |                    |            |            |
| ポン駒とその宝物                             | 油彩・キャンバス                 | 額1面      | 44.5×33.5         | 茨城県近代美術館                                   | 1915年（大正4年）     | 第2回二科会        |            |            |
| 農園の一隅                                   |                                  |            | 71.0×80.0         | 東京国立博物館                                     | 1920年（大正9年）     | 第6回二科展        |            | [ 12 ]     |
| 外套を被たる夫人（深尾須磨子像）             | 油彩・キャンバス                 | 額1面      | 80.0×65.0         | 日本民俗資料館                                     | 1922年（大正11年）    | 平和記念東京博覧会 |            |            |
| ナポリ港                                     | 油彩・キャンバス                 | 額1面      | 60.3×72.7         | 東京国立近代美術館                                 | 1923年（大正12年）    | 第10回二科展       |            | [ 13 ]     |
| サン＝ミシェル橋                             | 油彩・キャンバス                 | 額1面      | 73.0×60.0         | 東京国立近代美術館                                 | 1923年（大正12年）    | 第11回二科展       |            | [ 14 ]     |
| 聖フランチェスコ寺院                         | 油彩・キャンバス                 | 額1面      | 59.5×72.5         | 千葉県立美術館                                     | 1923年（大正12年）    | 第11回二科展       |            | [ 15 ]     |
| 麻雀                                         | 油彩・キャンバス                 | 額1面      | 72.7×90.9         | 茨城県近代美術館                                   | 1926年（大正15年）    | 第13回二科展       |            |            |
| 水車場                                       | 油彩・キャンバス                 | 額1面      | 72.7×90.9         | 福島県立美術館                                     | 1927年（昭和2年）     | 第14回二科展       |            |            |
| 雲れる日                                     | 油彩・キャンバス                 | 額1面      | 61.5×73.0         | 新潟県立近代美術館                                 | 1928年（昭和3年）     | 第15回二科展       |            |            |
| 萩と山吹                                     | 紙本金地著色                     | 二曲一双   | 150.0x149.0（各） | 渋谷区立松濤美術館                                 | 1930年（昭和5年）     | 五十年記念展       |            | 関野克寄贈 |
| ロジェストヴェンスキー中将を見舞う東郷平八郎 | 油彩・キャンバス                 | 額1面      | 57.5×80.6         | 公益財団法人三笠保存会                             | 1932年（昭和7年）     |                    |            |            |
| 少女浴泉                                     | 油彩・キャンバス                 | 額1面      | 45×37             | 茨城県近代美術館                                   | 1936年（昭和11年）    |                    |            |            |
| 油公司の戦い（下図）                         | 油彩・キャンバス                 | 額1面      | 83.5×96.0         | 船の科学館                                         | 1938年（昭和13年）    |                    |            |            |
| 軍艦出雲                                     | 油彩・キャンバス                 | 額1面      | 130.5×162.0       | 東京国立近代美術館保管（アメリカ合衆国無期限貸与） | 1940年（昭和15年）    | 第5回海洋美術展    |            | 戦争記録画 |
| 霞ケ浦航空隊行幸                             | 油彩・キャンバス                 | 額1面      | 112×212           | 茨城県近代美術館                                   | 1943年（昭和18年）    |                    |            |            |
| 西部蘇満国境警備                             | 油彩・キャンバス                 | 額1面      | 187.0×256.5       | 東京国立近代美術館保管（アメリカ合衆国無期限貸与） | 1944年（昭和19年）    | 陸軍美術展         |            | 戦争記録画 |
| 山河在                                       | 油彩・キャンバス                 | 額1面      | 53.0×73.0         | 松本市美術館                                       | 1945年（昭和20年）    | 第1回日展          |            |            |
| 画室小集                                     | 油彩・キャンバス                 | 額1面      | 110.0×160.0       | 長野県信濃美術館                                   | 1949年（昭和24年）    | 第5回日展          |            |            |
| 湖畔の宿                                     | 油彩・キャンバス                 | 額1面      | 72.5×90.0         | 諏訪市美術館                                       | 1952年（昭和27年）9月 | 第8回日展          |            |            |
| 佐渡海村                                     | 油彩・キャンバス                 | 額1面      | 89.0×1150         | 東京都現代美術館                                   | 1953年（昭和28年）8月 | 第9回日展          |            |            |
| 阿武隈小春                                   | 油彩・キャンバス                 | 額1面      | 49.5×60.0         | 東京国立近代美術館                                 | 1958年（昭和33年）    |                    |            | [ 18 ]     |

### 木版画

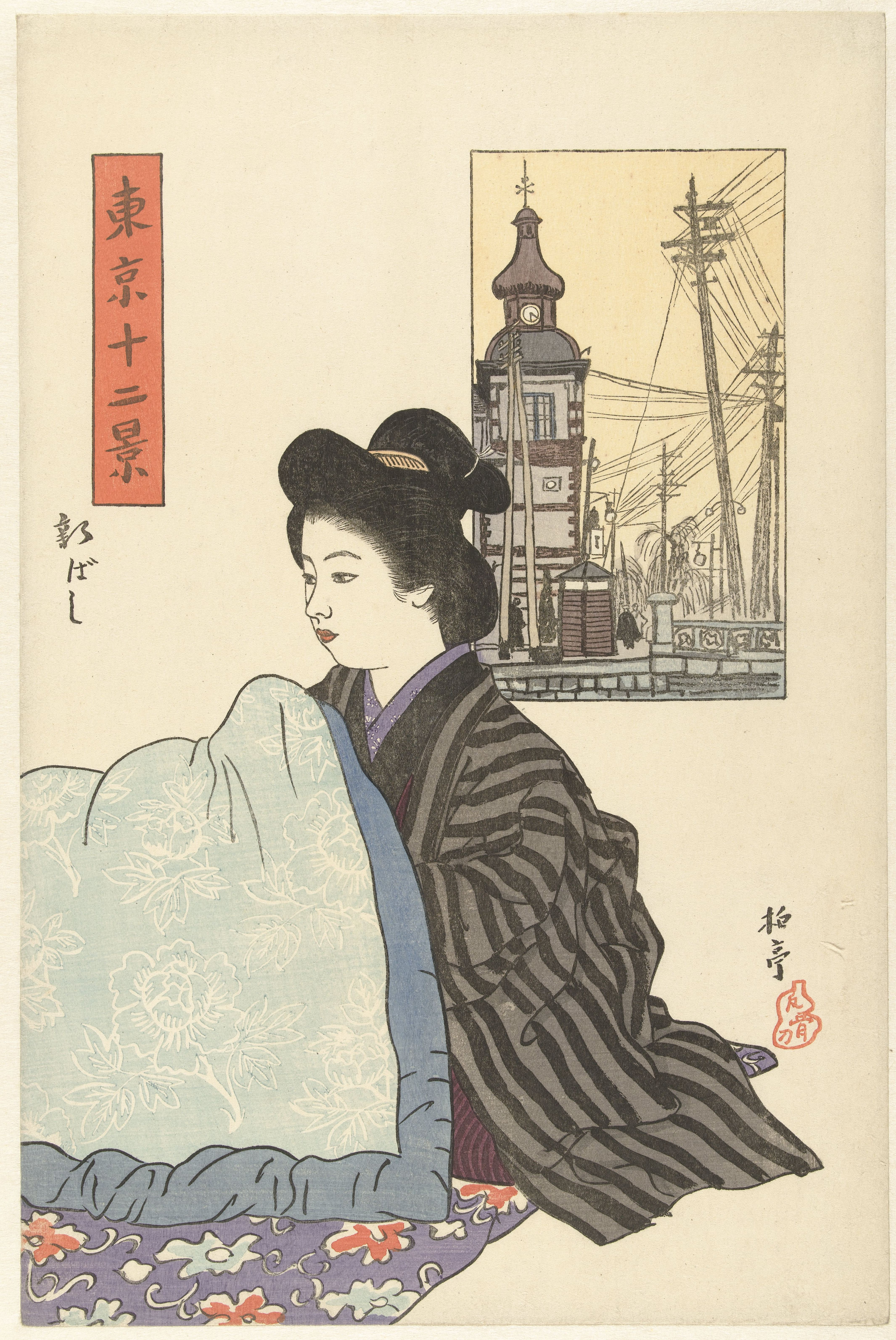
「東京十二景 新ばし」

- 「東京十二景 よし町」 和歌山県立近代美術館所蔵 1910年（明治43年）
- 「東京十二景 柳ばし」 木版画 和歌山県立近代美術館所蔵 1910年（明治43年）
- 「東京十二景 下谷」 木版画 和歌山県立近代美術館所蔵 1914年（大正3年）
- 「東京十二景 日本ばし」 木版画 和歌山県立近代美術館所蔵 1914年（大正3年）〜1917年（大正6年）
- 「東京十二景 向じま」 木版画 和歌山県立近代美術館所蔵 1914年（大正3年）〜1917年（大正6年）
- 「東京十二景 新ばし」 木版画 和歌山県立近代美術館所蔵 1914年（大正3年）〜1917年（大正6年）
- 「木場」 木版画 和歌山県立近代美術館所蔵 1914年（大正3年）
- 「木場」 木版画 静岡県立美術館所蔵 1914年（大正3年）
- 「木場」 木版画 横浜美術館所蔵 1914年（大正3年）
- 「日本風景版画」 木版画 1917年（大正6年）〜1918年（大正7年）
- 「現代女人十二姿」 木版画 1932年（昭和7年）

## 著書
- 『新日本画譜』方寸社 明43-44
- 『欧洲美術遍路』東雲堂書店 1913
- 『我が水彩』日本美術学院 1913
- 『柏亭水絵集』春鳥会(みづゑ画集) 1921
- 『絵の旅 日本内地の巻、朝鮮支那の巻』日本評論社出版部 1921／復刻「大正中国見聞録集成13」ゆまに書房 1999
- 『泰西名画家伝 マネエ』日本美術学院 1921
- 『滞欧手記 美術と自然』中央美術社 1925
- 『石井柏亭画集』アトリエ社 1926
- 『西洋美術読本』平凡社 1928
- 『浅井忠 画集及評伝』芸艸堂 1929
- 『世界の名画』アルス(日本児童文庫) 1929
- 『洋画の智識』日本放送協会関東支部 1930
- 『石井柏亭集』上中下 平凡社 1932
- 『日本に於ける洋風画の沿革』岩波書店 1932
- 『美術の常識』東治書院 1933
- 『明暗 石井柏亭自伝』第三書院 1934
- 『美術教育論』成美堂書店 1936／復刻「児童文化叢書21」大空社 1987
- 『洋画実技講座 5巻』アトリエ社 1937
- 『油絵の実技』アトリヱ社 1939-40
- 『西洋美術論』河出書房(学生文庫)1940
- 『素描の実技』アトリエ社 1941
- 『柏亭百選』青樹社 1942
- 『日本絵画三代志』創元社 1942
- 『奥の細道をゑがく』丸岡出版社 1943
- 『行旅 画筆・文筆』啓徳社 1943
- 『柏亭自伝 文展以前』教育美術振興会 1943
- 『画人東西』大雅堂 1943
- 『美術の戦』宝雲舎 1943
- 『山河あり』明日香書房 1948
- 『画壇是非』青山書院 1949
- 『写生の話』美術出版社(少年美術文庫) 1951
- 『石井柏亭』美術出版社 1952。石井柏亭古稀記念出版
- 『石井柏亭』美術書院(日本百選画集) 1957
- 『北米の山 南欧の水』新紀元社 1958
- 『柏亭自伝』中央公論美術出版 1971、オンデマンド版2005
- 『日本絵画三代志』ぺりかん社 1983
- 『石井柏亭画集』信濃毎日新聞社 1982
- 『日本水彩画名作全集2　石井柏亭』第一法規 1982。匠秀夫編
- 「水村雑詠」、明治文学全集74：筑摩書房

### 共著
- 『美術辞典』黒田鵬心、結城素明共著 日本美術学院、1913、新版・歴史図書社、1976
- 『西洋と日本名画物語』笹川臨風共著 偕成社 1955